# Dolmen de Roque d'Aille
Le dolmen de la Roque d'Aille est un dolmen situé à Lorgues, dans le département du Var en France.

## Description
L’édifice est situé au sommet d'une colline au centre d'un tumulus circulaire d'environ 10 m de diamètre. C'est un petit dolmen carré (1,30 m de côté) dont les parois latérales sont constituées d'une orthostate centrale entourée de murets en pierres sèches. Ce type d'agencement, peu commun, existe aussi au dolmen de la Verrerie-Vieille et au dolmen de Maurély.
Le couloir est délimité par deux grandes dalles latérales d'une hauteur très supérieure à celle de la dalle de chevet. Il ouvre à l'ouest.

## Fouille archéologique
L’édifice a été découvert et fouillé en 1955 par Gérard Bérard. Les fouilles ont révélé trois niveaux sépulcraux, les deux derniers étant séparés par un dallage. La différence entre les couches A et B n'est pour autant pas flagrante. Les couches B et C furent perturbées lors du dernier dépôt (couche A).
L'abondance des vertèbres de serpent (couches A et B), dont un grand nombre retrouvées calcinées (couche B), ne peut s'expliquer uniquement par une faune invasive. Le crâne trépané, probablement celui d'une jeune femme, était accompagné d'un fragment de coquillage, dont la forme correspond au morceau d'os enlevé, qui pourrait avoir été une prothèse auriculaire.
| Couche                                       | Épaisseur                 | Ossements animaux | Ossements humains                                                                                        | Matériel funéraire |
| -------------------------------------------- | ------------------------- | --- | --- | --- |
| A                                            | 0,50 m                    | - dents (chevreuil, mouton ou chèvre) - une centaine de vertèbres de serpents - divers coquillages                                                 | - 1 épiphyse d'humérus et scapulum, 1 épiphyse de tibia et rotule                                        | - perles : 6 en stéatite, 11 en os - 1 pendeloque en test de coquillage - 3 valves de pétoncle percées - 2 armatures de flèche en silex - 2 tessons de céramique avec un décor au peigne de style campaniforme                                        |
| B                                            | 0,25 m                    | - épiphyse de fémur (cheval ou bœuf), calcanéum de lièvre, 2 vertèbres de capriné - fragments de dents de moutons - 400 à 500 vertèbres de serpent | - ossements d'un enfant et d'un adulte (dont 1 crâne trépané)                                            | - perles : 68 en stéatite, 13 en calcaire, 3 en os, 1 en roche grise, 3 en cuivre - 5 pendeloques - 21 cônes - 2 coquillages : 1 pétoncle, 1 fragment en forme d'oreille humaine - silex : 1 armature de flèche, 1 poignard ou javelot, 1 grande lame |
| C                                            | variable (maximum 0,30 m) | - 1 vertèbre de serpent - 1 incisive de lapin | - fortement brisés, os courts (phalanges), dents et quelques fragments de crâne - absence d'incinération | - perles : 38 en stéatite, 6 en calcaire, 1 en quartzite, 1 en cuivre, 2 en coquillage - pendeloques : 4 à pointe, 3 bilobées - 1 cône - 1 demi-anneau en stéatite - 1 armature de flèche foliacée - 1 poinçon en os de mouton                        |
| couloir                                      |                           | - nombreuses vertèbres de serpents - fragment de molaire de capriné                                                                                | | - vertèbres de serpent - 2 cônes - 6 perles (stéatite ?) - fragment de molaire de mouton |
| Source : Les sépultures mégalithiques du Var |                           | | | |

L'ensemble a été daté du Chalcolithique.